# ジオフェンシング

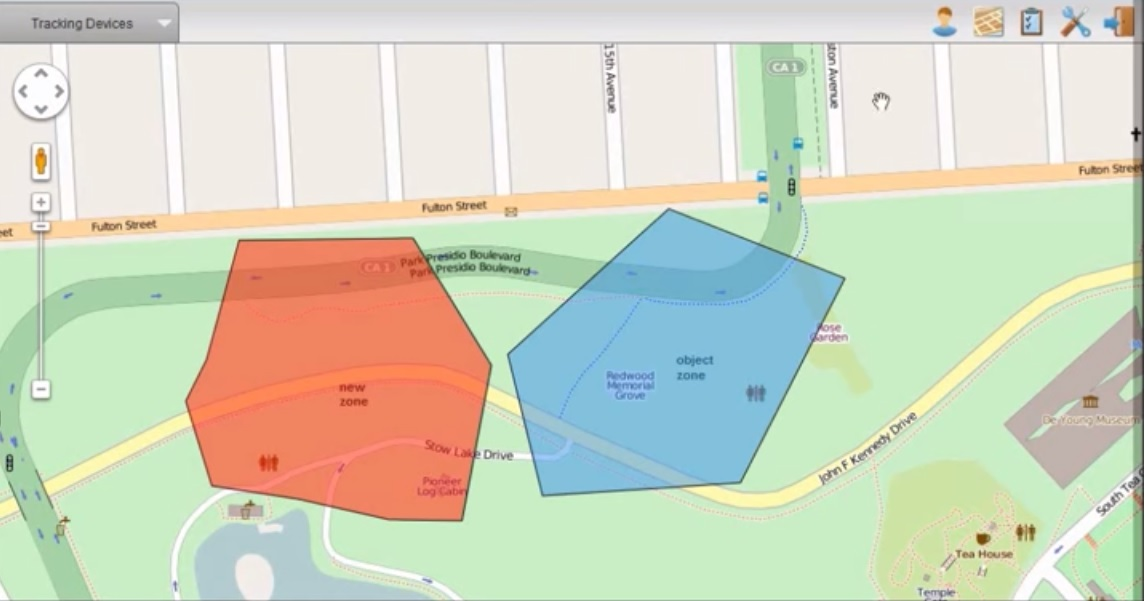
GPSアプリケーションで定義された2つのジオフェンス

ジオフェンシング（英：geofencing）とは実世界の地理に対応した仮想的な境界線で囲まれたエリアへの出入りや一定時間以上の滞在をトリガーにアクションを行う技術である。主にセキュリティや広告、通知を用いたサービスに用いられている。

## 動作原理
ジオフェンシングのエリアは主に地図上のある点を中心とした円や矩形として定義されるが、行政区画のような複雑な多角形を定義することもある。
ユーザーのエリアからの出入りのイベントの監視は主にGPSと補助GPS（A-GPS）を組み合わせて行われるが、特に重要なのは補助GPSである。
補助GPSはWifiや基地局からの電波などを元に位置情報を補正する技術であり、GPSに比べて消費電力が大幅に少ないなため、スマートフォンなど低消費電力が求められるユースケースではバックグラウンドの処理で補助GPSを用いてエリアからの出入りを監視することが多い。
また、一度に複数のジオフェンスを監視することも可能であり、たとえばiPhoneに搭載されているiOSでは20個のジオフェンスを同時に監視することができる。

## アプリケーションの例
リマインダーアプリ
Appleのリマインダーアプリではユーザーがあらかじめ設定した場所へ入ったことをトリガーにリマインドの通知を行うことができる。
ドローンの空域制御
DJIはジオフェンシングを用いて刑務所や発電所などでの飛行に対する警告や機能制限を行っている。
広告
ゼンリンは2014年にジオフェンシングとiBeaconを用いて飲食店のエリアにユーザーが入った際にプッシュ通知の送信やチェックインを行う実証実験を行っている。
アンビュランスチェイサーとして、病院に入った事故被害者へ向けて弁護士の広告を送り付ける例がある。